# Fabio Dosi
Fabio Dosi (Poviglio, 25 gennaio 1954) è un politico, avvocato e giudice di pace italiano.
Deputato della Lega Nord nell'XI e nella XII Legislatura, dal 1992 al 1996.

## Biografia
Figlio del giurista Ettore Dosi (penalista e docente di diritto processuale penale), ha seguito il padre in diversi processi degli anni settanta, in particolare quello relativo alla Strage di Piazza della Loggia a Brescia.
Critico nei confronti del nuovo Codice di Procedura Penale, alla fine degli anni ottanta ha ridotto l'attività forense professionale.
Nel 1989 ha fondato la Lega Nord Emilia (ed è stato tra i fondatori della Lega Nord) di cui tra fino al 1995 è segretario. Eletto deputato nel 1992, si batté contro la riforma elettorale maggioritaria approvata nel 1993. Sempre nel 1993 presentò una proposta di legge elettorale ispirata al modello elettorale tedesco.
Tornato alla Camera dei deputati nel 1994, presentò una proposta di legge sul conflitto di interessi basata sul modello tedesco. Alla fine della legislatura si dichiarò contrario alla svolta secessionista di Bossi, ritenendo i tempi e i modi non coerenti con la personale visione e si ritirò dalla politica attiva.
Successivamente ha studiato ed approfondito le tematiche della genetica, con le conseguenti implicazioni legali e sociali.
Nel 2012 ha fondato il movimento di Sovranità popolare, con logo simile a quello della tedesca Alternative fur Deutschland, basato su ridefinizione dei trattati UE, eventuale uscita dall'euro, controllo pubblico della Banca centrale.
Magistrato onorario dal 2001 al 2022 prima a Langhirano e poi a Parma.
Contrario all' imposizione degli obblighi vaccinali e alle sanzioni occidentali contro la Russia.